# کا-ملین
کا-ملین (به انگلیسی: K-Meleon)، یک مرورگر اینترنتی برای محیط مایکروسافت ویندوز است. این مروگر بر پایه گکو (موتور طرح‌بندی) که همان موتور طرح‌بندی استفاده شده در موزیلا فایرفاکس است، نوشته شده‌است. کا-ملین برای طراحی رابط کاربر از رابط برنامه‌نویسی نرم‌افزار ویندوز استفاده کرده‌است (بجای استفاده از لایه چندسکویی XUL) و در نتیجهٔ آن شدیداً با شکل و شمایل میزکار ویندوز هماهنگ است. این رویکرد شبیه مرورگرهای گالیون (Galeon) و اپیفنی (Epiphany) (برای میزکار گنوم) و کامینو (Camino) (برای مک اواس ۱۰) است. این موضوع باعث آن شده که کا-ملین منابع کمتر و پاسخ‌دهی بهتر نسبت به فرمان‌های کاربر داشته باشد.